# Heinrich Steinweg
Heinrich Engelhard Steinweg (Langelsheim, 17 febbraio 1797 – New York, 7 febbraio 1871) è stato un pianista, imprenditore e costruttore di pianoforti tedesco.

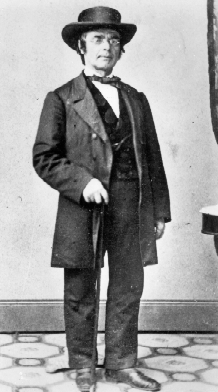
Henry E. Steinway

Eccellente pianista, fu responsabile della realizzazione e delle migliorie di quarantuno aspetti del pianoforte, creandoli e migliorandoli personalmente, incluso un brevetto del 1875 che gettò così la base per i moderni pianoforti da concerto.

## Biografia
Heinrich Engelhard Steinweg nacque il 17 febbraio 1797 a Wolfshagen im Harz, frazione di Langelsheim. Trasferitosi a New York e cambiato il proprio nome in Henry E. Steinway, fondò nel 1853 la fabbrica di pianoforti americana "Steinway & Sons". Il primo pianoforte che costruì vide la luce nella cucina della sua casa tedesca di Seesen. Dal momento in cui egli fondò la Steinway & Sons, furono costruiti 482 pianoforti. Il primo pianoforte prodotto dalla Steinway, il numero 483, fu venduto ad una famiglia americana di New York al prezzo di 500 dollari americani. Adesso il pianoforte è esposto al Metropolitan Museum of Art.
Nei successivi quarant'anni, insieme ai suoi figli, Henry Jr., Albert, C.F. Theodore, William e Charles, ha gradualmente portato allo sviluppo il pianoforte moderno. Almeno metà delle 114 invenzioni e migliorie apportate allo strumento furono brevettate durante questo periodo.
Il design rivoluzionario della Steinway e la qualità superiore del lavoro fatto dall'azienda vennero riconosciute immediatamente su scala nazionale. A partire dal 1855, i pianoforti Steinway ricevettero diverse medaglie d'oro in esibizioni fatte negli Stati Uniti ed in Europa.
Nell'esibizione di Parigi del 1867 l'azienda vinse la "Gran Medaglia D'Oro D'Onore" sempre per la qualità superiore nella costruzione dei propri strumenti. Tra l'altro, quella fu la prima volta che un'azienda americana vinse quel premio.
Nel 1866 Steinway & Sons aprì la prima Hall nella quattordicesima strada, a New York, e, con un auditorium di 2 000 posti, divenne il centro artistico e culturale della città, fino al 1891, anno dell'inaugurazione della Carnegie Hall.
Dal 1891, la Steinway & Sons si stabilì nella sezione Astoria del distretto di Queens di New York, dove venne costruito lo Steinway Village, con tutto ciò che serviva per la fabbricazione dei loro pianoforti: fonderie per la tavola armonica, uffici postali, abitazioni per i dipendenti e quant'altro.
Henry Steinway senior morì nel 1871 e i suoi figli C.F. Theodore e William presero in mano la gestione dell'azienda.
Nel 1880 William aprì una showroom a Londra. Nel 1875 prese vita la Steinway Haus, insieme a un altro stabilimento produttivo.
Oggi Steinway & Sons produce circa 5 000 pianoforti ogni anno. Principalmente, il mercato è quello nordamericano, anche se non mancano clienti in Europa e nel resto del mondo. La rete di assistenza e vendita assicura, tra l'altro, il mantenimento degli standard di questi pianoforti adattandoli per le grandi sale da concerto.